# Championnat d'Égypte de football 1963-1964
Navigation
Saison précédente Saison suivante
La saison 1963-1964 du Championnat d'Égypte de football est la 14e édition du championnat de première division égyptien. Vingt-quatre clubs égyptiens prennent part au championnat organisé par la fédération. Les équipes sont réparties en deux poules où elles rencontrent leurs adversaires deux fois, à domicile et à l'extérieur. À l'issue de cette première phase, le premier de chaque poule est qualifié pour la finale nationale.
C'est le club du Zamalek SC qui remporte la compétition, après avoir battu le tenant du titre, le Tersana SC. C'est le 2e titre de champion d'Égypte de l'histoire du club.
El Minya FC ne prend pas part au championnat et est numériquement remplacé par le club d'Al Sawahel.

## Les clubs participants
| - Al Ahly SC - Ala'ab Damanhour - Tersana SC - Zamalek SC - Ittihad Suez - Ittihad Alexandrie - Suez Petrol - Port Fouad - Al Teram - Al Tayaran - Bani Sweif FC - Ismaily SC | - Al-Qanah - Al Olympi - Al-Masry Club - Al Sekka Al Hadid - Tanta FC - Domiat Club - Bahariya Club - Al Mansourah Sporting Club - Suez El-Riyadi - Maleyat Kafr El-Zayat - Ghazl El Mahallah - Al Sawahel |

## Compétition
Le classement est établi sur le barème de points classique (victoire à 2 points, match nul à 1, défaite à 0).

### Groupe A
| Rang | Équipe                     | Pts | J  | G  | N | P  | Bp | Bc | Diff |
| ---- | -------------------------- | --- | -- | -- | - | -- | -- | -- | ---- |
| 1    | Tersana SC T               | 35  | 22 | 16 | 3 | 3  | 68 | 27 | +41  |
| 2    | Ismaily SC                 | 32  | 22 | 14 | 4 | 4  | 46 | 17 | +29  |
| 3    | Al Olympi                  | 31  | 22 | 13 | 5 | 4  | 47 | 30 | +17  |
| 4    | Al-Masry Club              | 30  | 22 | 14 | 2 | 6  | 54 | 25 | +29  |
| 5    | Al Ahly SC                 | 29  | 22 | 14 | 1 | 7  | 43 | 25 | +18  |
| 6    | Suez El-Riyadi             | 23  | 22 | 8  | 7 | 7  | 29 | 28 | +1   |
| 7    | Domiat Club                | 19  | 22 | 9  | 1 | 12 | 26 | 40 | -14  |
| 8    | Bani Sweif FC              | 19  | 22 | 7  | 5 | 10 | 25 | 40 | -15  |
| 9    | Al Tayaran                 | 14  | 22 | 5  | 4 | 13 | 23 | 39 | -16  |
| 10   | Ala'ab Damanhour           | 14  | 22 | 6  | 2 | 14 | 25 | 53 | -28  |
| 11   | Al Teram                   | 12  | 22 | 3  | 6 | 13 | 22 | 38 | -16  |
| 12   | Al Mansourah Sporting Club | 6   | 22 | 2  | 2 | 18 | 11 | 57 | -46  |

| Légende : Qualifications et relégations | Légende : Qualifications et relégations |
| --------------------------------------- | --------------------------------------- |
|                                         | Qualification pour la finale nationale  |
|                                         | T : Tenant du titre                     |

### Groupe B
| Rang | Équipe                | Pts | J  | G  | N | P  | Bp | Bc | Diff |
| ---- | --------------------- | --- | -- | -- | - | -- | -- | -- | ---- |
| 1    | Zamalek SC            | 35  | 22 | 14 | 7 | 1  | 42 | 18 | +24  |
| 2    | Ittihad Alexandrie    | 29  | 22 | 12 | 5 | 5  | 42 | 23 | +19  |
| 3    | Al-Qanah C            | 28  | 22 | 11 | 6 | 5  | 44 | 21 | +23  |
| 4    | Al Sekka Al Hadid     | 28  | 22 | 11 | 6 | 5  | 30 | 19 | +11  |
| 5    | Al Sawahel            | 28  | 22 | 11 | 6 | 5  | 39 | 31 | +8   |
| 6    | Ittihad Suez          | 26  | 22 | 10 | 6 | 6  | 32 | 22 | +10  |
| 7    | Ghazl El Mahallah     | 25  | 22 | 9  | 7 | 6  | 26 | 20 | +6   |
| 8    | Port Fouad            | 18  | 22 | 6  | 6 | 10 | 27 | 30 | -3   |
| 9    | Tanta FC              | 18  | 22 | 6  | 6 | 10 | 22 | 34 | -12  |
| 10   | Bahariya Club         | 13  | 22 | 4  | 5 | 13 | 29 | 48 | -19  |
| 11   | Maleyat Kafr El-Zayat | 11  | 22 | 4  | 3 | 15 | 18 | 46 | -28  |
| 12   | Suez Petrol           | 5   | 22 | 2  | 1 | 19 | 14 | 53 | -39  |

| Légende : Qualifications et relégations | Légende : Qualifications et relégations |
| --------------------------------------- | --------------------------------------- |
|                                         | Qualification pour la finale nationale  |
|                                         | C : Vainqueur de la Coupe d'Égypte      |

### Finale nationale
| Équipe 1   | Résultat | Équipe 2     | Aller | Retour |
| ---------- | -------- | ------------ | ----- | ------ |
| Zamalek SC | 7 - 3    | Tersana SC T | 4 - 2 | 3 - 1  |

## Bilan de la saison
| Championnat d'Égypte de football 1963-1964 |                       |
| Champion                                   | Zamalek SC (2e titre) |
| Coupes et trophées                         |                       |
| Vainqueur de la Coupe d'Égypte 1963-1964   | Al-Qanah              |
| Promotions et relégations                  |                       |
| Promus en Egyptian Premier League          | Aucun                 |
| Relégués en Egyptian Second League         | Aucun                 |